# Hugo III van Cyprus
Hugo van Antiochië (1235 - Nicosia 24 maart 1284), geboren als Hugo van Poitiers, (in 1267, na aanname van de familienaam van zijn moeder, Hugo de Lusignan), was als Hugo III koning van Cyprus en als Hugo I koning van Jeruzalem. Hij was de zoon van Hendrik van Antiochië en Isabella van Cyprus, de tweede dochter van Hugo I.
Na de dood van Hugo II was er geen erfopvolger en ontstond er een dispuut rond de troonopvolging. Een van de pretendenten was Hugo van Brienne, een zoon van Maria van Cyprus, de oudste dochter van Hugo I.
In deze twist werd Hugo van Antiochië door de raad van Jeruzalem gekozen tot zowel koning van Cyprus als Jeruzalem.

## Levensloop
Vanaf 1261 was Hugo al regent van Cyprus voor kind-koning Hugo II van Cyprus, die echter al in 1267 overleed zonder erfgenaam. Hugo werd als regent betwist door Hugo van Brienne, maar toen Hugo zich aandiende voor het koningschap liet Hugo van Brienne niks meer van zich horen. Zo werd Hugo op 5 december door het justitiële hof erkend als troonopvolger en op 24 december gekroond tot koning van Cyprus. Daarna claimde hij begin 1268 ook het koningschap van Jeruzalem op, en werd hij in Tyrus op 24 september 1269 als zodanig gekroond.
De troon van Jeruzalem werd nog betwist door Maria van Antiochië, afstammend van Konradijn van Hohenstaufen, die het jaar ervoor vermoord was door Karel van Anjou, als nog enige kleindochter van koningin Isabella van Jeruzalem. Hugo kon maar moeilijk omgaan met de diverse partijen in het koninkrijk Jeruzalem en vestigde zich weer op Cyprus vanaf 1276, waarvandaan hij de discussies me de autoriteiten verder voerde via zijn aangestelde baljuw. Het jaar erop al, werd zijn baljuw Balian d'Ibelin, Heer van Arsoef, verjaagd door Rogier van Sansverino, een baljuw van Karel van Anjou. Die de kroon van Jeruzalem nog steeds nastreefde voor Maria van Antiochië, maar mogelijk ook voor zichzelf. Het koninkrijk bleef onder Anjou's controle voor de rest van de regeerperiode van Hugo III.
Na zijn overlijden werd hij begraven in de Sint-Sophiakathedraal in Nicosia. In 1491 werd door een aardbeving het graf van Hugo III flink beschadigd, hierbij werd zijn lichaam bijna intact terug gevonden. Zijn lichaam was koninklijk gekleed en gouden relieken waren nog aanwezig.

## Huwelijk en kinderen
Hugo trouwde op 23 januari 1255 met Isabella van Ibelin (c. 1241 - overl. 2 juni 1324) met wie hij elf kinderen zou krijgen, onder wie drie zoons die allen koning van Cyprus zouden worden.
- Jan van Lusignan,(geb, 1259/1267 - overl. 1285) troonopvolger Cyprus en Jeruzalem.
- Bohemund de Lusignan (ca. 1268 – Tyre, 3 november 1281)
- Hendrik van Lusignan (1271 – 31 augustus 1324) volgde Jan/Johannes op als koning van Cyprus en Jeruzalem
- Amalrik van Lusignan (1272 - 5 juni 1310),
- Maria van Lusignan (1273-1322), die in 1315 de derde echtgenote werd van koning Jacobus II van Aragón (10 augustus 1267 – 2 november 1327)
- Aimery van Lusignan (1274/1280 – rond 9 april 1316), volgde zijn broer Guy als konstabel van Cyprus op in 1303, volgde kort zijn Amalrik op als regent van Cyprus en gouverneur van Cyprus op 6 juni 1310
- Guy van Lusignan (1275-1280 – 1303, mogelijk begraven te Nicosia), konstabel van Cyprus ca. 1291, huwde op 7 december 1291 met Eschive van Ibelin, vrouwe van Beiroet (1253 – 1312), ouders van:
  - Hugo IV van Lusignan, koning van Cyprus
  - Isabella van Lusignan (1296-1300 – na 1340), trouwde op 21 juli, 1322 met Eudes van Dampierre, titulair konstabel van Jeruzalem (overl. 1330)
- Margreta van Lusignan (ca. 1276 – in Armenië, 1296), trouwde op 9 januari , 1288 Thoros III van Armenië
- Alice de Lusignan (1277-1280 – na maart 1324), huwde in 1292-1295 of ca. 1292/1294 met Balian van Ibelin (overl. 1315/1316 in Kerynia, iets voor 19 april 1316), titulair prins van Galilea en Bethlehem
- Helvis van Lusignan (overl. na maart 1324), huwde met Hethum II van Armenië
- Isabelle van Lusignan (1280 – ca. 1319), huwde in 1285/1290 met Constantijn van Neghir, heer van Partzerpert (overl. 1308), en een tweede keer ca. 1310 met koning Oshin van Armenië, die weer van haar scheidde in 1316.